# Cornelius Schonaeus
Cornelius Schonaeus (n. Gouda, 1540-f. Haarlem, 23 de noviembre de 1611), en neerlandés Cornelis Schoon, fue professor, director de escuela y dramaturgo originario de los Países Bajos. Se le conoce mejor por sus obras de teatro con temas bíblicos.

## Biografía
Schonaeus nace como el hijo primogénito del albañil Adriaen Corneliszoon Schoon y Machtelt Claesdatter. Recibe su educación inicial en la escuela latina de Gouda y quizá después, según el biógrafo Van der Venne asume, en Utrecht, haciendo estudios posteriores en la Universidad de Lovaina. Inspirado por el filólogo flamenco Cornelius Valerius, escribe epigramas y elegías en latín. No se documenta un diploma de sus estudios.
Después de un tiempo como tutor privado, se le designa profesor (ludi magister) de la escuela latina de Haarlem quizá en 1564. En 1565 o 1566 se casa con Weyntgen Jacobsdatter (van) Blyenburg, originaria también de Gouda. Pasa a tener al menos siete hijos de su matrimonio. Inspirado por los modelos antiguos de Plauto y Terencio Afro, realiza obras de teatro de carácter más moral con temas de la Biblia, aunque sin mucha tensión teatral, las cuales presenta en su propia escuela, empezando por su Tobaeus (montada en 1568). En 1572, se le nombra director de la escuela latina en La Haya. A pesar de su elección de temas bíblicos, esto no quiere decir necesariamente que viera a Plauto y Terencio como moralmente inapropiados. Luego en 1574 regresa a Haarlem como director, sucesor de Cornelis Jacobs Ketel. En 1576, emite un nuevo reglamento de la escuela, las Leges scholasticae. Bajo encargo de los Estados de Holanda, escribe una gramática del latín publicada en 1580. En 1609, renuncia a su puesto como director de la escuela latina. Muere en Haarlem el 23 de noviembre de 1611.

## Recepción
Cornelius Schonaeus obtuvo fama como profesor y autor. Ocupado con la tarea de crear material pedagógico basado en Plauto y Terencio tomado de un contexto bíblico, recibió el sobrenombre de "el Terencio Cristiano" (Terentius christianus en latín), aunque desde entonces ha sido visto atrapado en su época. El historiador literario vienés Alexander von Weilen resume sus reservaciones sobre Schonaeus en la Allgemeine Deutsche Biographie de fines del siglo XIX: "La historia de la literatura no tiene nada que guardar de Schonaeus. Por el contrario, debe limitar la exuberante admiración que el Terencio Cristiano encontró entre sus contemporáneos" (traducción del alemán).
En su época, artistas como Hendrick Goltzius, Pieter de Jode I y Jan Saenredam tomaron escenas de las obras de Schonaeus y las diseminaron en dibujos, figuras impresas y pinturas. Sus obras recibieron reimpresiones hasta fines del siglo XVIII.
Varias de sus obras han sido traducidas al inglés, alemán, danés y polaco.

## Obras

### Drama

#### Antiguo testamento
- Tobaeus, sobre el libro de Tobit
- Nehemias
- De instauratione Hierosolymae comoedia sacra, de la destrucción y reconstrucción de Jerusalén
- Naaman, sobre el general arameo Naamán
- Josephus, sobre el patriarca José del libro de Génesis
- Juditha, sobre el libro de Judit
- Daniel
- Susanna

#### Nuevo testamento
- Saulus Conversus, de la conversión de Pablo de Tarso
- Triumphus Christi
- Typhlus, de la curación del ciego de nacimiento
- Pentecoste
- Ananias, sobre Ananías de Damasco
- Baptistes, acerca de Juan el Bautista

### Farsas
- Pseudostratiotae ("los soldados falsos")
- Cunae
- Vitulus
- Dyscoli, adaptación de la obra Rebelles ("Los Rebeldes") de su compatriota Georgius Macropedius

### Otras obras
- Leges scholasticae, un reglamento escolar
- un catálogo de libros
- una gramática del latín
- Liber elegiarum, como apéndice a la impresión de su Tobaeus en 1570
- Liber epigrammatum
- Fabula comica, su último trabajo, escrito parcialmente en neerlandés